# Кухаренко, Наталья Григорьевна
Наталья Григорьевна Кухаренко (1909—1992) — советский передовик производства в сельском хозяйстве, доярка племенного свиноводческого совхоза «Никоновское» Министерства совхозов СССР. Герой Социалистического Труда (1966).

## Биография
Родилась 26 декабря 1909 года в селе Болотня, Довской волости, Рогачёвского уезда Могилёвской губернии в крестьянской семье.
Н. Г. Кухаренко после смерти родителей осталась сиротой. В 1922 году, в тринадцатилетнем возрасте для поиска пропитания отправилась на заработки, позже  уехала искать работу в город Ленинград. После возвращения из Ленинграда в Белоруссию, Н. Г. Кухаренко четыре года работала в совхозе села Болотня.
В 1938 году Н. Г. Кухаренко приехала в Московскую область и стала работать дояркой на племенной Чекменёвской ферме племенного завода «Никоновское» в селе Никоновское Бронницкого Раменского района Московской области. С 1941 по 1951 годы в период Великой Отечественной войны и после неё, Н. Г. Кухаренко продолжала работать на ферме, на фронте погиб её муж и ей в эти трудные годы пришлось одной воспитывать троих несовершеннолетних детей.
В 1951 году Наталья Григорьевна надоила от 10 коров по 6992 килограмма молока с содержанием 237 килограммов молочного жира в среднем от коровы за год, притом как средний надой по ферме составил 6477 килограммов молока на фуражную корову.
8 марта 1954 года Указом Президиума Верховного Совета СССР «за выдающиеся заслуги в труде и за достижение высоких показателей в животноводстве в 1951 году» Наталья Григорьевна Кухаренко была удостоена звания Героя Социалистического Труда с вручением Ордена Ленина и золотой медали «Серп и Молот».
Этим же указом Указом Президиума Верховного Совета СССР высоко звания Героя Социалистического Труда были удостоены — директор племенного совхоза «Никоновское» И. И. Кругляк и доярка А. П. Касаткина, подруга и соперник Н. Г. Кухаренко в социалистическом соревновании.
В последующие годы Н. Г. Кухаренко продолжала работать в совхозе и получать высокие надои, некоторые коровы из её группы в период лактации давали по 40 килограммов молока в сутки, а одна из её коров в 1954 году дала — 10 300 килограммов, стала кандидатом в чемпионы и получила аттестат первой степени. 
Н. Г. Кухаренко передавала свой опыт и знания работы с животными молодым дояркам. Н. Г. Кухаренко являлась постоянной участницей и призёром Выставки достижений народного хозяйства СССР, награждалась медалями ВДНХ различного достоинства и премировалась автомашиной ГАЗ-М-20 «Победа».
Н. Г. Кухаренко избиралась депутатом Московского областного, Раменского районного и Никоновского сельского Советов депутатов трудящихся, членом Московского областного комитета профсоюзов работников сельского хозяйства.
В 1965 году после многих лет работы ушла на заслуженный отдых.
Проживала в селе Никоновское Раменского района Московской области. Умерла 26 ноября 1992 года. Похоронена на Новом кладбище в Никоновском.

## Награды
- Медаль «Серп и Молот» (8.03.1954)
- Орден Ленина (8.03.1954)
- Медаль «За доблестный труд в Великой Отечественной войне 1941—1945 гг.»
- Медали ВДНХ

### Память
- По решению бюро Раменского ГК КПСС и исполкома райсовета в Раменском районе была учреждена переходящая фарфоровая ваза с портретами А. П. Касаткиной и Н. Г. Кухаренко, которая до начала 1991 года ежеквартально вручалась дояркам — победительницам районного соревнования.

## Ссылка
- Забытые могилы Героев. Ежедневник Фарсёр. Дата обращения: 17 апреля 2020.